# Vilanova de Meià
Vilanova de Meià (spanisch Villanueva de Meyá) ist eine katalanische Gemeinde (municipio) mit 466 Einwohnern (Stand: 2024) in der Provinz Lleida im Nordosten Spaniens. Sie liegt in der Comarca Noguera. Die Gemeinde besteht neben dem Hauptort Vilanova de Meià aus den Ortschaften Argentera, Boada, Gàrzola, Lluçars, Santa Maria de Meià und Tòrrec.

## Geographische Lage
Vilanova de Meià liegt etwa 56 Kilometer nordnordöstlich von Lleida in einer Höhe von ca. 635 m. Der Noguera Pallaresa begrenzt die Gemeinde im Nordwesten.

## Bevölkerungsentwicklung
| Jahr      | 1970 | 1981 | 1991 | 2001 | 2011 | 2021 |
| Einwohner | 1345 | 522  | 499  | 457  | 422  | 427  |

## Sehenswürdigkeiten
- zahlreiche Burg- und Kirchruinen
- Marienkapelle von Argentera
- Marienkirche in Santa Maria de Meià
- Salvatorkirche

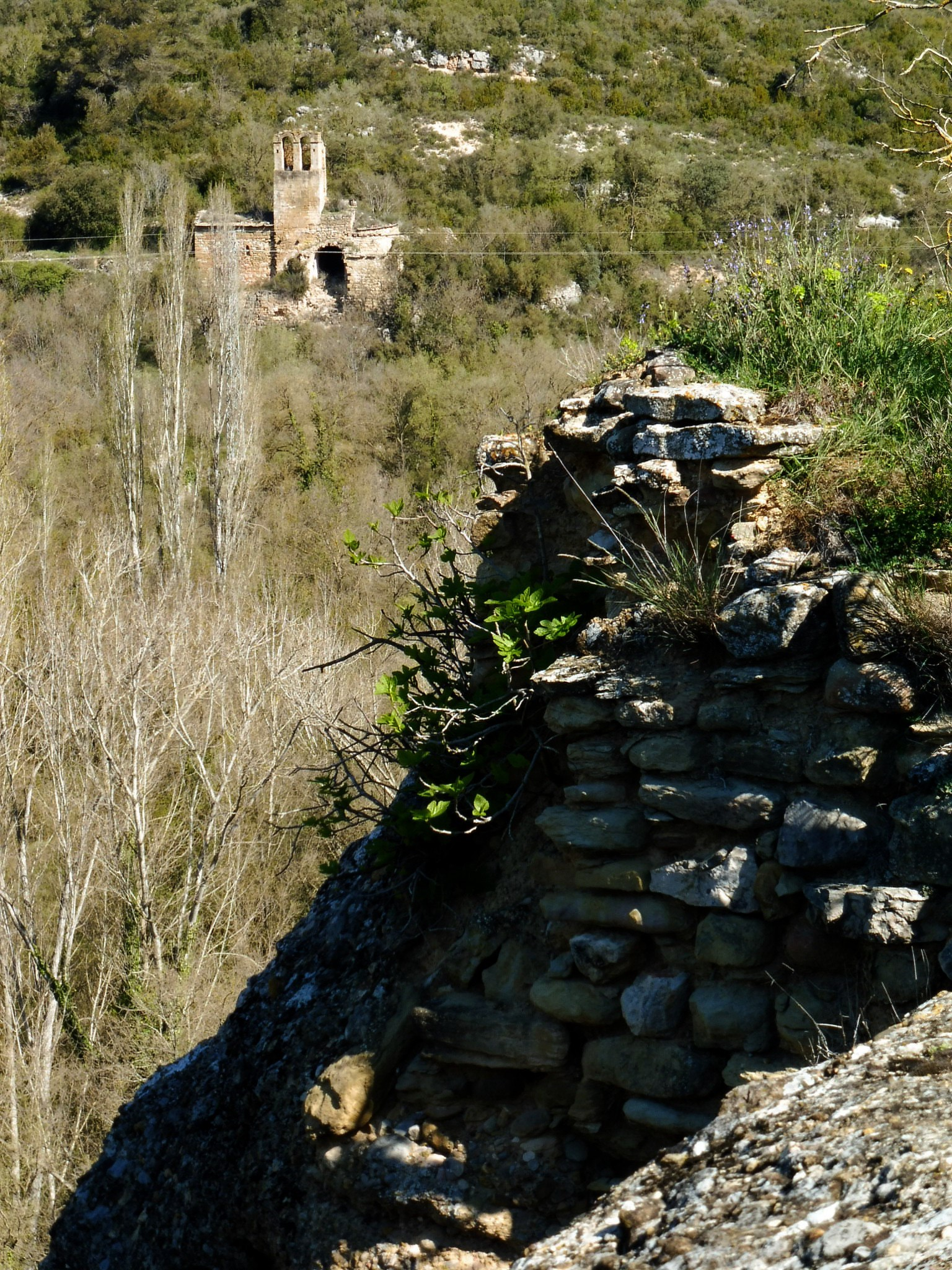
Burgreste von Argentera
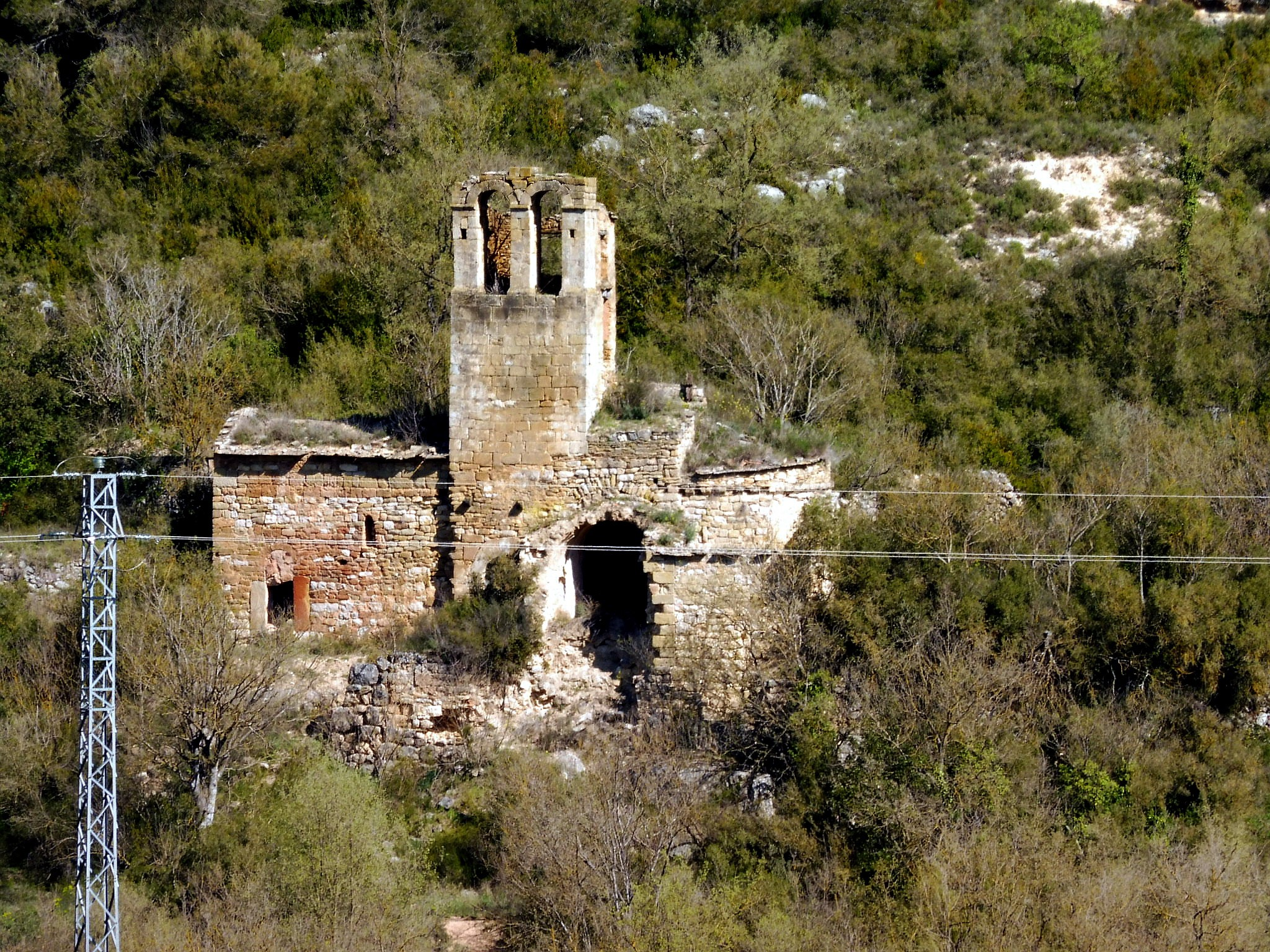
Marienkapelle
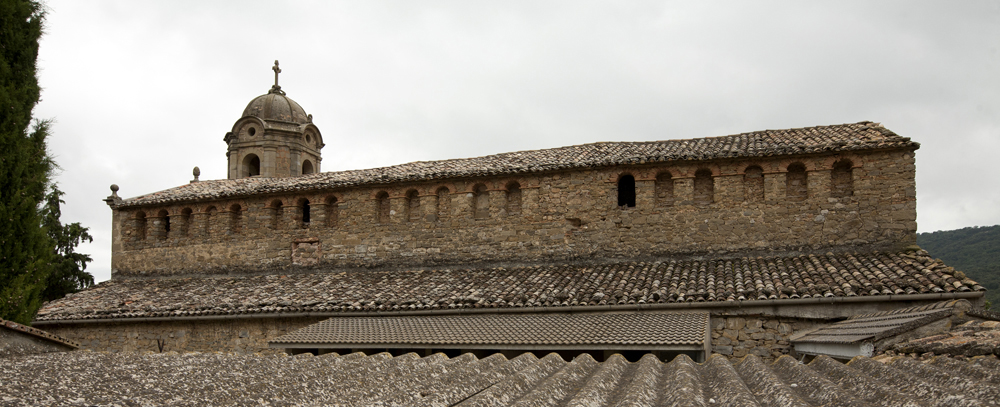
Marienkirche
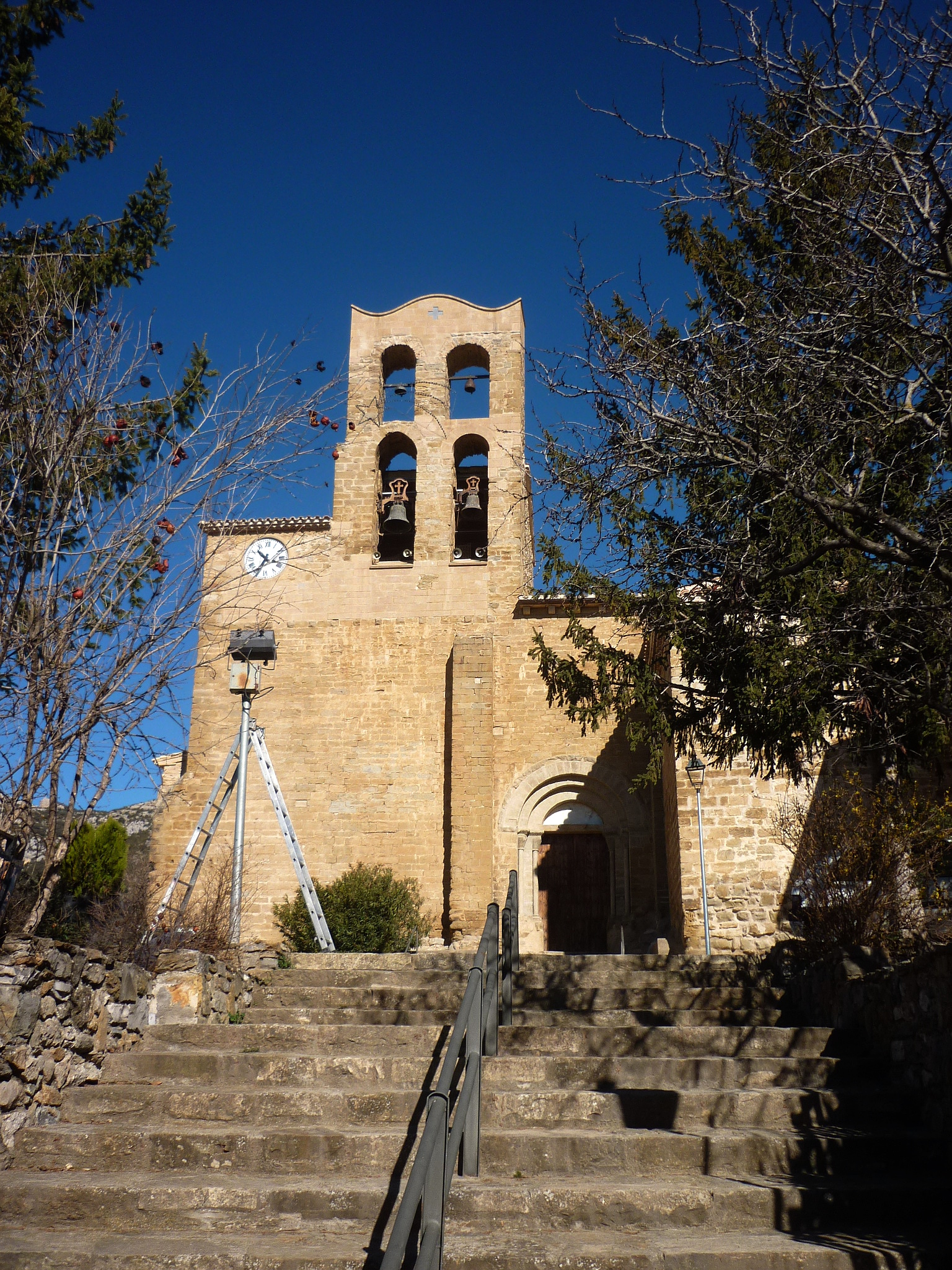
Salvatorkirche